# Nøtterøy
Nøtterøy là một đô thị ở hạt Vestfold, Na Uy. Trung tâm hành chính của đô thị này là làng Borgheim.
Giáo xứ Nøtterø được thành lập như là một đô thị vào ngày 1 tháng 1 năm 1838 (xem formannskapsdistrikt). Hai quần đảo này sau đó được chuyển từ các đô thị của Stokke để Nøtterøy: Håøya (năm 1901) và Veierland (năm 1964).
Đô thị toàn được tạo thành từ một nhóm nhỏ ở phía nam đảo đô thị Tønsberg, bao gồm cả các đảo Nøtterøy, Føynland, Veierland, và các đảo khoảng 175 nhỏ hơn. Nøtterøy bao gồm các làng Borgheim, Glomstein, Teie, và Torød.